# Long Cần
Long Cần (tiếng Trung: 隆懃; 28 tháng 9 năm 1840 – 22 tháng 3 năm 1898) là một hoàng thân của nhà Thanh trong lịch sử Trung Quốc, người thừa kế 1 trong 12 tước vị Thiết mạo tử vương.

## Cuộc đời
Long Cần sinh vào giờ Dần, ngày 3 tháng 9 (âm lịch) năm Đạo Quang thứ 20 (1840), trong gia tộc Ái Tân Giác La. Ông là con trai thứ ba của Túc Khác Thân vương Hoa Phong, mẹ ông là Trắc Phúc tấn Ngô Giai thị (吴佳氏). Năm Đồng Trị nguyên niên (1862), tháng 11, ông được phong làm Nhị đẳng Trấn quốc Tướng quân (二等鎮國將軍), nhậm Tán trật đại thần. Năm thứ 4 (1865), tháng 9, nhậm Đô thống Mông Cổ Tương Hồng kỳ, quản lý sự vụ Tương Bạch kỳ Hộ quân Thống lĩnh. Năm thứ 9 (1870), phụ thân ông qua đời, ông được thế tập tước vị Túc Thân vương đời thứ 9, được ở Ngự tiền hành tẩu. Năm thứ 10 (1871), tháng 4, quản lý Tổng tộc trưởng của Tương Bạch kỳ. Tháng 6 cùng năm, nhậm Tiền dẫn Đại thần (前引大臣). Năm thứ 13 (1874), tháng 6, thụ chức Nội đại thần. Tháng 12 cùng năm, nhậm Chính Hoàng kỳ Lĩnh thị vệ Nội đại thần.
Năm Quang Tự nguyên niên (1875), tháng 3, thụ Đô thống Hán quân Tương Lam kỳ. Tháng 6 cùng năm, thay quyền Đô thống Hán quân Chính Bạch kỳ. Năm thứ 2 (1876), tháng 3, ông nhận mệnh tra xét Hỏa dược cục (火藥局). Tháng 4 cùng năm, thụ Tổng lý Hành dinh Đại thần (總理行營大臣). Sau đó ông điều làm Tương Hoàng kỳ Lĩnh thị vệ Nội đại thần, Chuyên thao Đại thần (專操大臣). Năm thứ 3 (1877), tháng 5, quản lý Chính Hồng kỳ Giác La học. Tháng 11 cùng năm, thay quyền Đô thống Mông Cổ Chính Lam kỳ. Năm thứ 4 (1878), tháng 2, thụ Duyệt binh Đại thần. Tháng 3, điều làm Đô thống Hán quân Tương Hồng kỳ. Năm thứ 5 (1879), tháng 2, thụ Đô thống Hán quân Chính Lam kỳ rồi Đô thống Hán quân Tương Hoàng kỳ. Tháng 12 cùng năm, quản lý sự vụ Hỏa khí doanh (火器營), thụ Quản yến Đại thần (管宴大臣). Năm thứ 6 (1880), tháng 2, nhậm Tra thành Đại thần (查城大臣). Năm thứ 13 (1887), tháng 2, ông bị cách hết chức vị, chỉ được giữ chức Đô thống Hán quân Tương Lam kỳ. Năm thứ 14 (1888), tháng 3, nhậm Tây Uyển môn Lĩnh thị vệ Nội đại thần. Tháng 8 cùng năm, thay quyền Đô thống Hán quân Chính Hồng kỳ. Năm thứ 15 (1889), tháng 2, quản lý sự vụ Lưỡng dực Tông học Tương Hoàng kỳ Giác La học. Năm thứ 24 (1898), ngày 1 tháng 3 (âm lịch), giờ Dần, ông qua đời, thọ 59 tuổi, được truy thụy Túc Lương Thân vương (肃良親王).

## Gia quyến

### Thê thiếp
- Đích Phúc tấn: Nữu Hỗ Lộc thị (钮祜禄氏), con gái của Bố chính sứ Thường Tích (常绩).
- Trắc Phúc tấn:
  - Lý Giai thị (李佳氏), con gái của Thường Lâm (常林).
  - An Giai thị (安佳氏), con gái của Ân Lộc (恩禄).
  - Cáp Giai thị (哈佳氏), con gái của Cáp Nhị Bảo (哈二保).

### Con trai
1. Thiện Kỳ (善耆; 1866 – 1922), mẹ là Trắc Phúc tấn Lý Giai thị. Năm 1898 được thế tập tước vị Túc Thân vương. Sau khi qua đời được truy thụy Túc Trung Thân vương (肃忠親王). Có hai mươi mốt con trai.
2. Thiện Dự (善豫; 1868 – 1919), mẹ là Trắc Phúc tấn An Giai thị. Được phong làm Trấn quốc Tướng quân (镇国将军) kiêm Hộ quân Thống lĩnh. Có mười hai con trai.
3. Thiện Hanh (善亨; 1868 – 1899), mẹ là Trắc Phúc tấn Lý Giai thị. Được phong làm Trấn quốc Tướng quân kiêm Tam đẳng Thị vệ. Có ba con trai.
4. Thiện Tinh (善旌; 1872 – 1909), mẹ là Trắc Phúc tấn Cáp Giai thị. Được phong làm Trấn quốc Tướng quân kiêm Phó Đô thống (副都统). Có một con trai.

### Con gái
| TT | Tên/Hiệu        | Sinh | Mất  | Mẹ                           | Ghi chú |
| -- | --------------- | ---- | ---- | ---------------------------- | --- |
| 1  |                 | 1860 | ?    | Đích Phúc tấn Nữu Hỗ Lộc thị | Năm 1878 kết hôn với Mã Giai thị Thiệu Di (绍彝) |
| 2  |                 | 1861 | ?    | Đích Phúc tấn Nữu Hỗ Lộc thị | Năm 1887 kết hôn với Thổ Tạ Đồ Hãn bộ Trát Tát Khắc Quận vương Xa Lâm Ba Bố |
| 3  | Bảo Thục Phường | 1864 | ?    | Trắc Phúc tấn Lý Giai thị    | Năm 1884 kết hôn với Đông Giai thị Bảo Thành (葆诚). Là người có tư tưởng cởi mở, bà thường xuyên diễn thuyết và tuyên truyền bảo vệ địa vị phái nữ, khởi xướng việc phụ nữ đi học. Bà sinh được một người con gái trở thành Đích Phúc tấn của Dự Thân vương Mậu Lâm. |
| 4  |                 | 1865 | ?    | Trắc Phúc tấn Lý Giai thị    | Năm 1892 kết hôn với Thừa Ân hầu Nữu Hỗ Lộc thị Tín Khác (信恪) |
| 5  | Thiện Khôn      | 1870 | 1934 | Trắc Phúc tấn Lý Giai thị    | Năm 1888 kết hôn với Khách Lạt Thấm hữu kỳ Trát Tát Khắc Quận vương Cống Tang Nặc Nhĩ Bố (贡桑诺尔布) – hậu duệ Hòa Thạc Đoan Tĩnh Công chúa |
| 6  |                 | 1874 |      | Trắc Phúc tấn An Giai thị    | Chết yểu |